# Pandemia de COVID-19 em Granada
Este artigo documenta os impactos da Pandemia de COVID-19 em Granada e pode não incluir todas as principais respostas e medidas contemporâneas.

## Cronologia
Em 22 de março foi anunciado o primeiro caso no país, vindo do Reino Unido. Três dias depois mais seis casos foram confirmados.